# Antichloris scudderii
Antichloris scudderii är en fjärilsart som beskrevs av Butler 1876. Antichloris scudderii ingår i släktet Antichloris och familjen björnspinnare. Inga underarter finns listade i Catalogue of Life.